# Cassandra Wilson

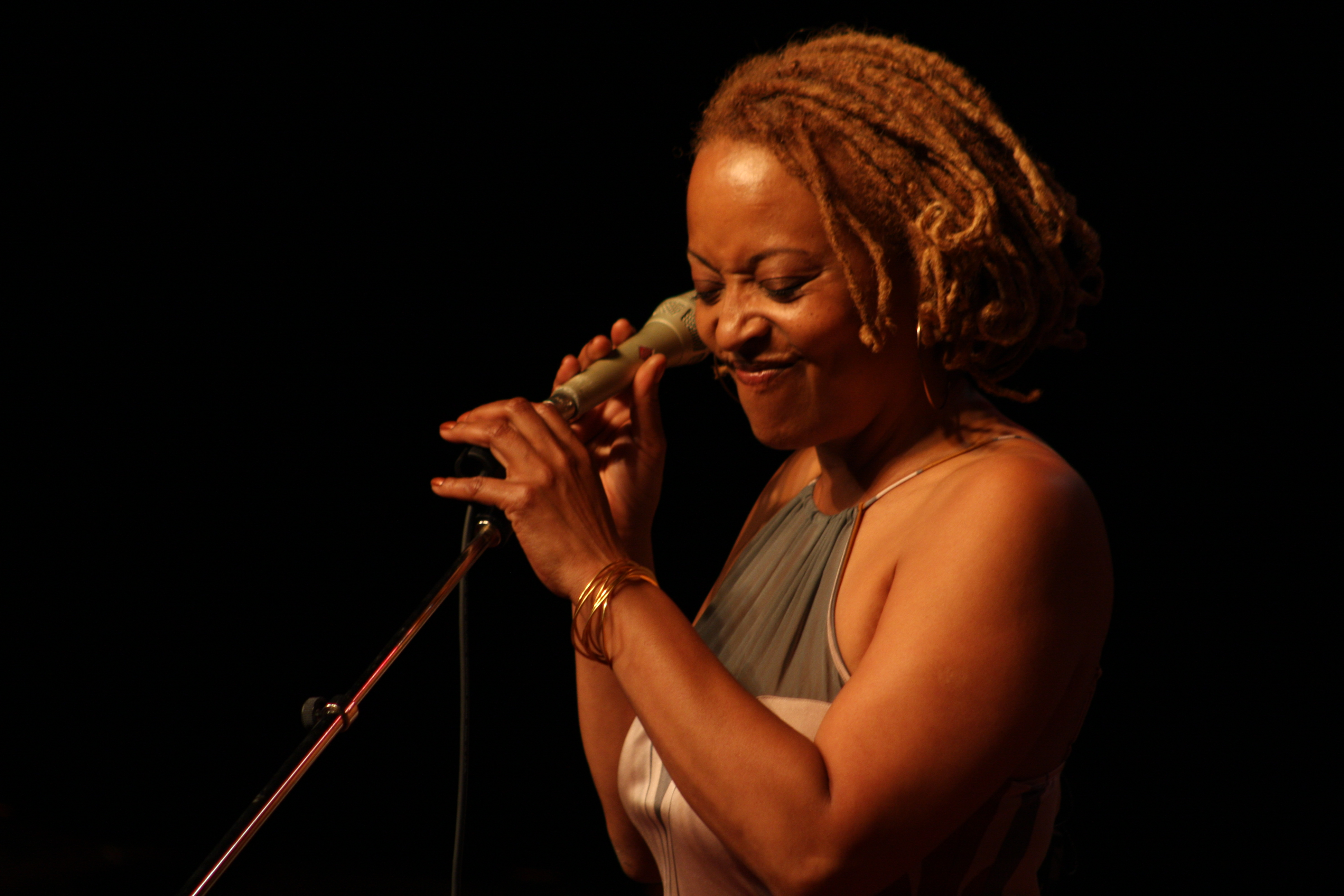
Cassandra Wilson beim Bluesfest in Ottawa (2008)

Cassandra Wilson (* 4. Dezember 1955 in Jackson, Mississippi) ist eine US-amerikanische Jazz-Sängerin.
Wilsons Repertoire umfasst Jazz und Blues, aber auch Pop- und Rock-Lieder. Ihre Altstimme wird als bluesig und temperamentvoll beschrieben und ihr Musikstil reicht von Swing über Funk bis Bossa Nova. Sie ist zweifache Grammy-Gewinnerin.

## Leben und Werk
Mit neun Jahren erhielt sie Klavierunterricht und lernte auch Gitarre, mit 12 schrieb sie ihre ersten Songs. Nach einem erfolgreichen Studium der Kommunikationswissenschaft, während dessen sie schon ab Mitte der 1970er Jahre als Sängerin auftrat, fand sie zunächst Arbeit in New Orleans. 1982 zog sie nach New York und schloss sich dem Musikerkollektiv M-Base um Steve Coleman an. Wilson fand – wie Coleman, Greg Osby und Jean-Paul Bourelly – in dem Münchner Produzenten Stefan Winter jemanden, der ihre ersten Aufnahmen auf seinem gerade gegründeten Label JMT veröffentlichte. 1986 nahm sie mit AACM-Mitbegründer Henry Threadgill und seinem Trio Air New Air No. 1 auf. Ihren eigenen Stil und auch eine breitere öffentliche Resonanz fand sie mit ihrem dritten Album Blue Skies (1988), einem reinen Standard-Album, das sie nur von einem Klaviertrio begleitet einspielte. Ende der 1980er Jahre wurde ihr Sohn geboren.
Der Durchbruch gelang ihr 1993 mit dem Wechsel von JMT zu Blue Note Records und dem Album Blue Light ’Til Dawn, zu dem Wilson ihren damaligen Nachbarn Craig Street einlud, erstmals zu produzieren. Durch ihre Vorliebe für Delta Blues (Robert Johnson), Mitt-70er-Soul (Ann Peebles' “I Can’t Stand the Rain”, “Children of the Night” der Stylistics) und Songs von Van Morrison und Joni Mitchell, der ungewöhnlichen und spärlichen Instrumentierung mit vornehmlich akustischen Gitarren (auch Slide- und Steel-Gitarre) und Perkussion, den Arrangements von Brandon Ross und dem intimen, warmen Klang der Produktion schufen sie zusammen einen wegweisenden Markstein für ihre jeweiligen Karrieren.
1994 arbeitete sie mit dem Trompeter Wynton Marsalis auf dessen mit dem Pulitzer-Preis (für Musik, 1997) ausgezeichneten Album Blood on the Fields zusammen. Für New Moon Daughter folgte 1997 der erste Grammy für die „Beste Jazz-Gesangsdarbietung“, 2009 gewann sie den Grammy für das „Beste Jazz-Gesangsalbum“ mit dem Album Loverly.
2012 verließ sie Blue Note und veröffentlichte Another Country bei der unabhängigen Ojah Mediengruppe mit Sitz in ihrer Heimatstadt Jackson, Mississippi, deren Veranstaltungsort Yellow Scarf sie auch konzipierte.
Während sich Wilson in ihrer JMT-Zeit stilistisch noch am M-Base-Stil orientierte, öffnete sich ihr Repertoire mit dem Wechsel zu Blue Note deutlich in Richtung Blues, Pop und Rock. Neben bekannten Jazz- und Bluestiteln und eigenen Kompositionen interpretierte sie Rock- und Pop-Titel wie “The Weight” von The Band, Stings “Fragile” oder Cyndi Laupers “Time After Time”. Das Album Traveling Miles (1999) widmete sie dem 1991 verstorbenen Miles Davis; bei den Titeln “Run the VooDoo Down”, “Seven Steps (to Heaven)”, “VooDoo Reprise” und “Sky & Sea (Blue in Green)” versah sie Davis’ Kompositionen mit einem Text und interpretierte sie neu. Begleitet wurde sie bei diesen Aufnahmen u. a. von Pat Metheny, Dave Holland, Terri Lyne Carrington, Steve Coleman und India.Arie.
Cassandra Wilson war von 2000 bis 2003 mit dem Schauspieler Isaac de Bankolé verheiratet.

## Diskografie

### Studioalben
| Jahr | Titel                | Höchstplatzierung, Gesamtwochen, AuszeichnungChartplatzierungen (Jahr, Titel, Platzierungen, Wochen, Auszeichnungen, Anmerkungen) | Höchstplatzierung, Gesamtwochen, AuszeichnungChartplatzierungen (Jahr, Titel, Platzierungen, Wochen, Auszeichnungen, Anmerkungen) | Höchstplatzierung, Gesamtwochen, AuszeichnungChartplatzierungen (Jahr, Titel, Platzierungen, Wochen, Auszeichnungen, Anmerkungen) | Höchstplatzierung, Gesamtwochen, AuszeichnungChartplatzierungen (Jahr, Titel, Platzierungen, Wochen, Auszeichnungen, Anmerkungen) | Höchstplatzierung, Gesamtwochen, AuszeichnungChartplatzierungen (Jahr, Titel, Platzierungen, Wochen, Auszeichnungen, Anmerkungen) | Anmerkungen                                       |
| Jahr | Titel                | DE | AT | CH | UK | US | Anmerkungen                                       |
| ---- | -------------------- | --- | --- | --- | --- | --- | ------------------------------------------------- |
| 1993 | Blue Light ’til Dawn | DE95 (3 Wo.)DE | — | — | — | — | Erstveröffentlichung: November 1993               |
| 1996 | New Moon Daughter    | DE55 Gold · (9 Wo.)DE | AT47 (2 Wo.)AT | — | — | US141 (5 Wo.)US | Erstveröffentlichung: März 1996 German Jazz Award |
| 1999 | Traveling Miles      | DE38 Gold · (12 Wo.)DE | AT38 (4 Wo.)AT | — | — | US158 (5 Wo.)US | Erstveröffentlichung: März 1999 German Jazz Award |
| 2002 | Belly of the Sun     | DE36 (6 Wo.)DE | AT21 (7 Wo.)AT | CH93 (1 Wo.)CH | — | US155 (3 Wo.)US | Erstveröffentlichung: März 2002                   |
| 2003 | Glamoured            | DE74 (2 Wo.)DE | — | — | — | — | Erstveröffentlichung: Oktober 2003                |
| 2006 | Thunderbird          | — | — | — | — | US184 (1 Wo.)US | Erstveröffentlichung: April 2006                  |
| 2008 | Loverly              | DE82 (2 Wo.)DE | — | — | — | — | Erstveröffentlichung: Juni 2008                   |
| 2012 | Another Country      | DE64 (1 Wo.)DE | — | — | — | — | Erstveröffentlichung: Juni 2012                   |
| 2015 | Coming Forth By Day  | DE56 (2 Wo.)DE | — | CH96 (1 Wo.)CH | — | US179 (1 Wo.)US | Erstveröffentlichung: April 2015                  |

Weitere Alben
- 1986: Point of View
- 1987: Days Aweigh
- 1988: Blue Skies
- 1990: Jumpworld
- 1991: She Who Weeps
- 1991: Live
- 1992: After the Beginning Again
- 1992: Dance to the Drums Again
- 1996: Songbook
- 1997: Rendezvous
- 2002: Sings Standards
- 2004: Love Phases Dimensions
- 2009: Closer to You: The Pop Side
- 2010: Silver Pony
- 2014: Moonglow

### Singles
| Jahr | Titel Album                                 | Höchstplatzierung, Gesamtwochen, AuszeichnungChartplatzierungen (Jahr, Titel, Album, Platzierungen, Wochen, Auszeichnungen, Anmerkungen) | Höchstplatzierung, Gesamtwochen, AuszeichnungChartplatzierungen (Jahr, Titel, Album, Platzierungen, Wochen, Auszeichnungen, Anmerkungen) | Höchstplatzierung, Gesamtwochen, AuszeichnungChartplatzierungen (Jahr, Titel, Album, Platzierungen, Wochen, Auszeichnungen, Anmerkungen) | Höchstplatzierung, Gesamtwochen, AuszeichnungChartplatzierungen (Jahr, Titel, Album, Platzierungen, Wochen, Auszeichnungen, Anmerkungen) | Höchstplatzierung, Gesamtwochen, AuszeichnungChartplatzierungen (Jahr, Titel, Album, Platzierungen, Wochen, Auszeichnungen, Anmerkungen) | Anmerkungen                      |
| Jahr | Titel Album                                 | DE | AT | CH | UK | US | Anmerkungen                      |
| ---- | ------------------------------------------- | --- | --- | --- | --- | --- | -------------------------------- |
| 1994 | I Can’t Stand the Rain Blue Light ’til Dawn | — | — | — | UK91 (1 Wo.)UK | — | Erstveröffentlichung: April 1994 |

## Auszeichnungen für Musikverkäufe
| Goldene Schallplatte - Polen - 2001: für das Album Traveling Miles |

Anmerkung: Auszeichnungen in Ländern aus den Charttabellen bzw. Chartboxen sind in ebendiesen zu finden.
| Land/RegionAuszeichnungen für Musikverkäufe (Land/Region, Auszeichnungen, Verkäufe, Quellen) | Gold     | Platin | Verkäufe | Quellen           |
| -------------------------------------------------------------------------------------------- | -------- | ------ | -------- | ----------------- |
| Deutschland (BVMI)                                                                           | 2× Gold2 | —      | 20.000   | musikindustrie.de |
| Polen (ZPAV)                                                                                 | Gold1    | —      | 25.000   | olis.pl           |
| Insgesamt                                                                                    | 3× Gold3 | —      |          |                   |